# Wilhelm von Radziwill
Friedrich Wilhelm Paul Nikolaus prince von Radziwill (né le 19 mars 1797 à Berlin et mort le 5 août 1870 dans la même ville) est un général d'infanterie prussien. Il est le président fondateur de la Société numismatique de Berlin (de).

## Biographie

### Origine
Wilhelm prince von Radziwill est un descendant des Radziwill, l'une des plus anciennes familles princières lituaniennes et la plus puissante famille noble de la république des Deux Nations. L'empereur Maximilien Ier nomme Nicolas Radziwill (1450-1508), le palatin de Wilna, comme prince impérial du Saint-Empire romain germanique, et Charles Quint confère cette charge en 1547 à son neveu et à ses descendants, qui deviennent les ancêtres de la lignée florissante de la maison de Radziwill.
Wilhelm est le fils du prince Anton Radziwiłł et de sa femme la princesse Louise de Prusse, nièce de Frédéric le Grand et sœur du prince Louis-Ferdinand. L'une des sœurs de Wilhelm est la princesse Élisa Radziwiłł, la petite amie d'enfance du dernier empereur allemand Guillaume Ier. Son frère est Boguslaw von Radziwill.

### Carrière militaire
Wilhelm étudie au lycée Frédéric-Guillaume et le lycée de Friedrichswerder à Berlin et s'engage en 1813 comme sous-lieutenant dans le 3e corps d'armée sous les ordres de von Bülow. Il participe aux batailles de Leipzig et de Laon, aux batailles de Bois-le-Duc, Deuren, Leonhout, au siège de Soissons et à la prise d'Arnhem (de). Titulaire de la croix de fer de 2e classe et de l'Ordre de l'Épée, il est promu capitaine en mai 1815 et affecté à son tour au corps Bülow.
Après la seconde paix de Paris, il entre à l'École générale de guerre avec le grade de major pour se perfectionner et devient en même temps membre de la Société militaire de Berlin. En 1821, il reçoit son transfert comme commandant de bataillon à Posen, "où sa maison formait un brillant centre de société.
En 1829, il fait une tournée dans la péninsule italienne et visite la Grèce et Constantinople pour se faire une idée de la situation militaire et politique dans les zones de crise de l'époque. À son retour, il reçoit le commandement du 11e régiment de grenadiers à Breslau et est promu colonel en 1832.
La mort de son père l'oblige à renoncer au commandement et à se consacrer à la gestion de ses domaines. En 1833, il devient chevalier d'honneur de l'Ordre souverain de Malte. En tant que commandant de la 6e brigade de Landwehr, il retourne à son service actif en 1838. En 1839, il est promu major général et en 1846, lieutenant général.
Dans la première guerre de Schleswig, il prend le commandement des troupes prussiennes sous les ordres du maréchal von Wrangel contre le Danemark. Pour sa conduite prudente et courageuse à Schleswig et Düppel, il reçoit l'Ordre Pour le Mérite.
En mai 1849, il est nommé commandant de Torgau et en 1852 général commandant du 4e corps d'armée à Magdebourg. En reconnaissance de ses réalisations, il est nommé chef du 27e régiment d'infanterie. Avec le grade de général d'infanterie, il commande à partir de 1858 le 3e corps d'armée et occupe le poste de gouverneur militaire de la province de Brandebourg lors de la mobilisation de 1859.
Avec la réorganisation de l'armée à partir de 1860, il est chef du corps du génie (de) et des pionniers et inspecteur général des forteresses prussiennes.
En 1843, il est l'un des fondateurs de la Société numismatique de Berlin (de), la plus ancienne association numismatique d'Allemagne. Il s'agit d'une initiative du conférencier berlinois Bernhard von Koehne (de), futur directeur de l'Ermitage de Saint-Pétersbourg. Radzwill est président de la nouvelle société pendant plusieurs décennies jusqu'à sa mort en 1870. Le chambellan Adolf von Rauch lui succède à la présidence de la Société numismatique de Berlin.
Après s'être remis d'un accident vasculaire cérébral survenu en 1864, Radziwill prend sa retraite en 1866. Le prince meurt en 1870 dans son palais berlinois du 77 Wilhelmstraße et est ensuite enterré dans le mausolée familial du château d'Antonin. En 1875, le palais Radziwill est vendu à l'Empire allemand pour deux millions de thalers. Dès lors, il sert de résidence officielle du chancelier impérial.

### Famille
Il se marie le 23 janvier 1825 à Posen avec Helene princesse Radziwill de la maison Klek (1805-1827). Le couple a une fille :
- Ludwika Friederike Wilhelmine (née le 4 avril 1826 et mort le 7 mai 1828)

Après la mort de sa première femme, Radziwill se marie le 4 juin 1832 Mathilde comtesse de Clary et Aldringen (1806–1896). Les enfants suivants sont nés de ce mariage :
- Friedrich Wilhelm Anton (de) (1833-1904), général d'artillerie prussien et adjudant général de l'empereur Guillaume Ier.
- Friedericke Wilhelmine Luise Marianne Mathilde (née le 16 octobre 1836 à Berlin et morte le 5 janvier 1918) mariée le 9 octobre 1867 avec le prince Hugo Alfred Adolf Philipp von Windisch-Graetz (né le 26 mai 1823 et mort le 26 novembre 1904), major général autrichien
- Luise Marianne Auguste Elisabeth Léontine (née le 26 septembre 1839 à Berlin)
- Léonie Wanda August Elisa (née le 15 janvier 1841 à Berlin)
- Friedrich Wilhelm Janus (né le 24 février 1843), Rittmeister prussien
- Adam Karl Guillaume (né le 12 juillet 1845 à Berlin et mort le 22 août 1911), major prussien, chambellan russe marié en 1873 avec Catherine Rzewuska (née le 30 mars 1858 et morte le 12 mai 1941)

## Décorations
Radziwill est citoyen d'honneur de Magdebourg depuis 1858. Après sa mort en 1889, le 1er bataillon de pionniers reçoit le surnom de «prince Radziwill». De plus, Radziwill a reçu les médailles et décorations suivantes :
- Ordre de Saint-Vladimir de 4e classe en 1814
- Ordre de Saint-Hubert le 28 juin 1825
- Ordre de l'Aigle rouge de 1re classe avec feuilles de chêne le 10 septembre 1840
- Ordre russe de Saint-Anne de 1re classe le 17 septembre 1843
- Grand-croix de l'Ordre de Léopold le 21 décembre 1852
- Grand-croix de l'Ordre de la Maison du Faucon Blanc le 18 octobre 1853
- Grand-croix de l'Ordre d'Henri le Lion le 17 novembre 1853
- Grand-croix de l'Ordre de la Maison d'Albert l'Ours le 10 février 1855
- Diamants pour l'Ordre de l'Aigle noir le 15 octobre 1861